# Sommarland

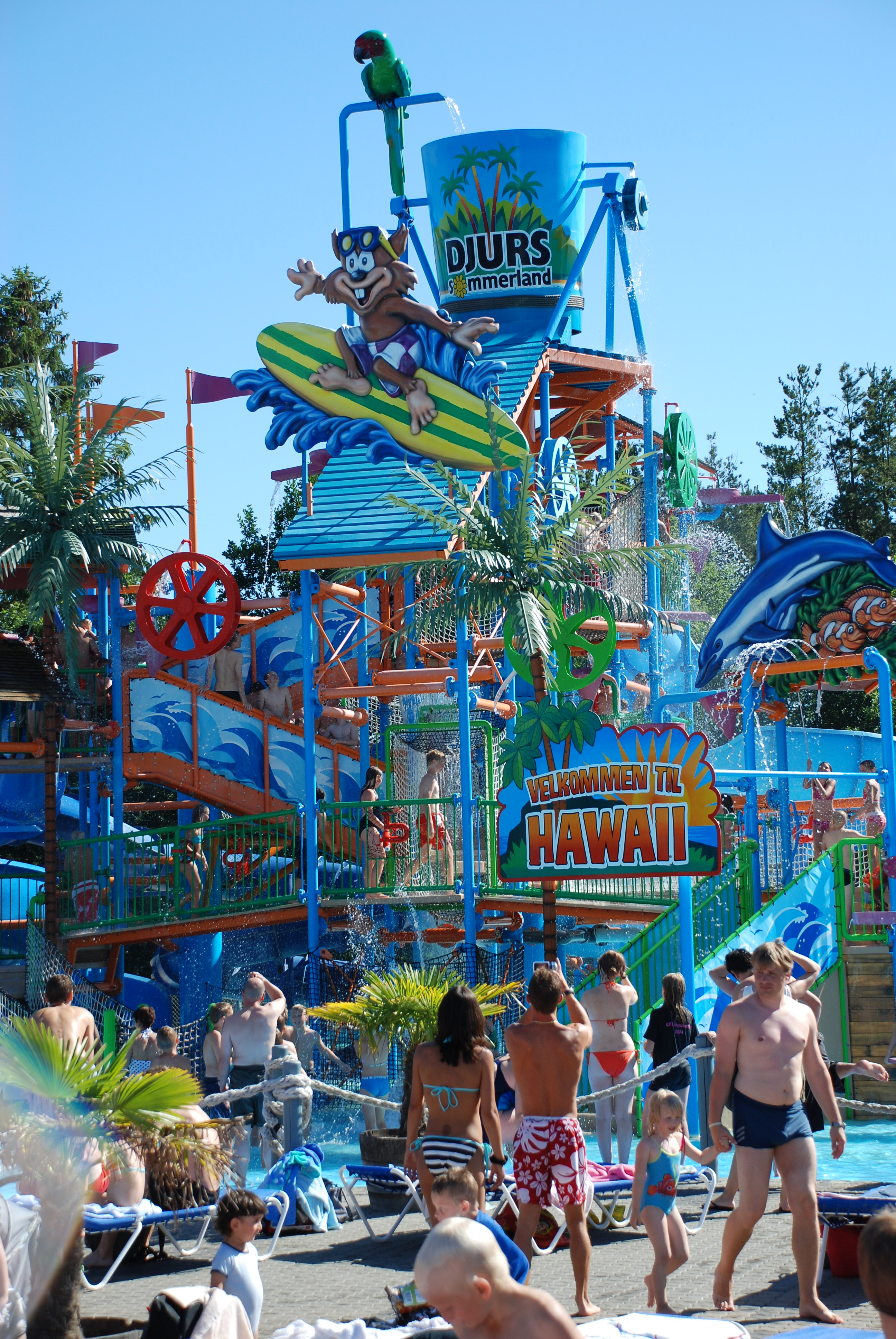
Djurs Sommerland i Danmark.

Ett sommarland är en form av temapark som står öppen om somrarna och dessutom har sommartema. Attraktionerna är dock oftare lekplatsmiljö och badbassänger, och inte eldrivna karuseller.
I Danmark har flera sommarland byggts.
I Sverige upplevde fenomenet en boom under mitten och slutet av 1980-talet. Fenomenet expanderade i samband med högkonjunkturen i slutet av 1980-talet. I början av 1990-talet genomlevde fenomenet en tillbakagång, dels i samband med lågkonjunktur, men också på grund av introduktionen av ett bredare nöjesutbud.